# Шнякин, Николай Сергеевич
Николай Сергеевич Шнякин (7 декабря 1901 — 9 мая 1996) — российский ученый, конструктор ракетных двигателей, доктор технических наук. Лауреат Ленинской премии (1966).

## Биография
Родился на ст. Геок-Тепе Ашхабадской железной дороги.
В 1921—1924 работал помощником машиниста, машинистом. В 1930—1933 после окончания Московского института стали им. Сталина — мастер на заводе Московского автомобильного общества. В 1937 назначен главным инженером завода № 213 им. С.Орджоникидзе.
Арестован 21 июля 1937 г. по обвинению в участии в антисоветской вредительской организации.
До вынесения приговора работал в ОКБ при заводе № 82. 28 мая 1940 г. приговорен к заключению в ИТЛ на 10 лет с поражением в правах на 3 года и конфискацией имущества. Для отбытия наказания переведен в ОКБ при заводе № 16.
Досрочно освобожден 27 июля 1944 г. со снятием судимости. Реабилитирован 4 февраля 1956 г. определением Военной коллегии Верховного Суда СССР.
Начальник опытного производства ГДЛ-ОКБ под руководством В. П. Глушко (1944—1951). Зам. главного конструктора завода № 186 (ЮМЗ, 1951—1954), главный конструктор завода № 186 (г. Днепропетровск), зам. главного конструктора КБ «Южное» (1954—1955). Зам. конструктора КБ «Энергомаш», главный инженер завода «Энергомаш» (г. Химки, 1955—1967).
Преподаватель МВТУ им. Н. Э. Баумана (1949—1951), Днепропетровского государственного университета (1951—1955). Профессор Всесоюзного заочного машиностроительного института (1956—1995).
Один из организаторов производства жидкостных ракетных двигателей на заводе «Энергомаш» и на Южном машиностроительном заводе. При его непосредственном участии было освоено серийное производство ЖРД ракет-носителей, предназначенных для вывода человека в космос. Автор многих изобретений.
В 1966 году присуждена Ленинская премия. Награждён двумя орденами Ленина, двумя орденами Трудового Красного Знамени, орденом «Знак Почёта» (1945), памятной медалью Президиума АН СССР в честь полета человека в космос (1967), медалями им. С. П. Королева (1981, 1986).
Сын — Владимир Николаевич Шнякин (28 февраля 1936, Москва — 26 марта 2012) — начальник проектно-конструкторского бюро по разработке ракетных двигателей ГП КБ «Южное», лауреат Государственной премии СССР.